# Херцеговачки устанак (1852—1862)
Херцеговачки устанак назив је за три устанка пушкара Луке Вукаловића између 1852. и 1862. године. Устанци су завршени неуспешно.

## Устанак
Устанак је избио 1852. године у области источно од Требиња, на граници са Црном Гором. Народни отпор изазван је наређењем о прикупљању оружја од сељака и захтевима за неким заосталим порезима. Главари Бањана, Рудињана, Корита, Гацка и Невесиња су се састали 24. априла 1852. у Грахову. Тамо је донета одлука да се тражи савет од црногорског књаза Данила. Он им је саветовао непопустљивост, те су одбијени позиви власти из Мостара на преговоре. Црногорско заузимање Жабљака био је повод да Порта објави рат и Црној Гори. На лето 1852. године Порта је предузела веће операције против устаника. Бориле су се и нерегуларне арбанашке трупе. Устаници су брзо потучени, те је марта следеће године проглашена амнестија. Омер паша Латас се потом обрачунао са Црном Гором.
Лука Вукаловић је подигао нов устанак децембра 1857. године у Ораховици на основу договора главара Бањана, Пивљана, Дробњака, Шаранаца, Никшића, Рудињана, Гацка и Голије септембра те године. Устанак је поново захватио племена источне Херцеговине, у близини црногорске границе. Јануара 1858. године је, уз црногорску помоћ, одбијен турски напад. Аустрија је затворила границе устаницима. Порта је одлучила да се обрачуна најпре са Црном Гором, те је предузела поход са 10.000 војника. У бици код Грахова (1. мај 1858) Турци су потучени. На интервенцију сила, рат је прекинут, а устанак умирен. Херцеговачки устаници су тражили међународну гаранцију за извршење реформи и паралелно разоружање муслимана и хришћана, али је један споразум у Дубровнику под тим условима пропао, јер је било извесно да ће османска власт остати, те су становници граничне области признавали црногорску власт, а књаз Данило је именовао Вукаловића за војводу Зубаца, Крушевице и Драчевице. Децембра 1857. избила је и буна у Босанској Посавини и Крајини која је по имену вође Петра Пеције Петровића остала упамћена као Пецијина буна.
Нови херцеговачки устанак избио је 1861. године. Лука Вукаловић је подигао устанак још ширих размера, имајући подршку књаза Николе и Мирка Петровића. Омер паша Латас наноси пораз Црногорцима, након чега је закључен мир у Ријеци Црнојевића. Пораз Црне Горе натерао је и Вукаловића да септембра 1863. почне преговоре са османским властима у Дубровнику. Изјавио је покорност султану који га је поставио за бимбашу у делу источне Херцеговине са платом од 1800 форинти годишње, добио је право да држи 500 плаћених пандура, област му је била ослобођена пореза за 5 година и добила пореске олакшице за даљи период. Уговор о миру је потврђен у Мостару посредовањем аустријског конзула.
Лука Вукаловић је 1864. године поново покушао да подигне устанак. Овога пута, покушај је био безуспешан. Вукаловић се морао склонити у Русију у којој је преминуо 1873. године.